# Luisenplatz (Potsdam)
Der Luisenplatz in Potsdam befindet sich am westlichen Ende der innerstädtischen Fußgängerzone Brandenburger Straße vor dem Brandenburger Tor und damit außerhalb des Stadtgebietes von 1733. Drei Straßen führen vom Platz aus nach Westen: Die Zeppelinstraße (B 1, ehemals Luisenstraße) in Richtung Brandenburg an der Havel, die Zimmerstraße in den Potsdamer Stadtteil Brandenburger Vorstadt und die Allee nach Sanssouci zum Grünen Gitter, einem repräsentativen Eingang zum königlich-kaiserlichen Park Sanssouci.
Der Luisenplatz entstand zusammen mit der Stadtmauer etwa um 1733, im Rahmen der zweiten Stadterweiterung, zunächst als Holzsammelplatz. Am 21. Dezember 1793 wurde hier in der ehemaligen Residenzstadt der preußischen Könige und Deutschen Kaiser die 17-jährige Prinzessin Luise von Mecklenburg-Strelitz (1776–1810), die später berühmt gewordene Königin Luise, empfangen. 1854 wurde der Luisenplatz durch den Gartenkünstler und General-Gartendirektor der königlich-preußischen Gärten Peter Joseph Lenné gestaltet und mit einer Fontäne versehen.
Ab 1880 fuhr eine eingleisige Pferdebahn durch das Brandenburger Tor über den südlichen Luisenplatz zur Luisenstraße. 1907 wurde sie elektrifiziert und als Straßenbahn von der Brandenburger Straße in die Charlottenstraße verlegt. Dadurch entstand eine enge Doppelkurve in der Hohenzollernstraße (heute Schopenhauerstraße), was mit dem aufkommenden Kraftfahrzeugverkehr zunehmend gefährlich wurde. Im Februar 1931 wurde der Luisenplatz umgestaltet, so dass eine Haltestelle mit zwei Fußgängerinseln gebaut werden konnte. Die Gartenanlage am Platz wurde zugepflastert und als Parkplatz genutzt.
Der Platz wurde 1945 in „Brandenburger Platz“ und 1951 in „Platz der Nationen“ umbenannt. Zur DDR-Zeit wurde er jahrelang für Volksfeste und Weihnachtsmärkte genutzt. 1991 erfolgte die Rückbenennung in Luisenplatz.
In den Jahren 1999/2000 wurde der Platz in Vorbereitung auf die im Jahre 2001 in Potsdam stattfindende Bundesgartenschau erneut umgestaltet, unterirdisch durch den Bau einer Tiefgarage als Ersatz für die in den 1930er Jahren eingerichteten Parkflächen und oberirdisch durch die Wiederbegrünung mit einer Pflanzung von Lindenreihen einer besonderen nichttropfenden Züchtung. Die Mitte des Platzes schmückt seither wieder ein Brunnenbecken mit Fontäne, wie es bereits in der Lennéschen Gartenanlage ab 1855 vorhanden war. Die jetzige Gestaltung ist somit eine Neuinterpretation der ursprünglichen Entwürfe Lennés von 1854. Die Straßenbahnstrecke wurde 1999 begradigt und führt seitdem am Südrand des Platzes vorbei.
Am Luisenplatz befinden sich diverse Restaurants, Cafés und regelmäßig werden kleinere Stadtfeste, darunter das Luisenfest, Marktbetriebe und ein Teil des Potsdamer Weihnachtsmarktes, mit Eisbahn und Märchenwald für Kinder, auf dem Luisenplatz veranstaltet.
Seit November 2020 befindet sich auf dem Platz ein vom Potsdamer Künstler Mikos Meininger geschaffenes Denkmal zur Erinnerung an die größte Demonstration während der friedlichen Revolution in der DDR in Potsdam am 4. November 1989. Es besteht aus künstlerisch gestalteten Grauguss-Stahlplatten in Form des Schriftzugs „4.11.1989“. 106 Fußabdrücke derer, die damals an der Demonstration teilnahmen, und Slogans der Transparente sind in die Platten eingelassen.

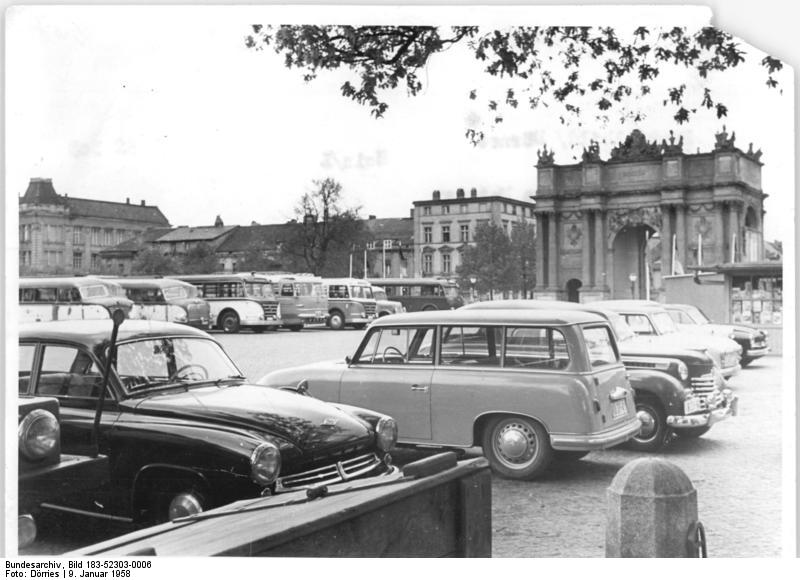
Nutzung als Parkplatz (1959)
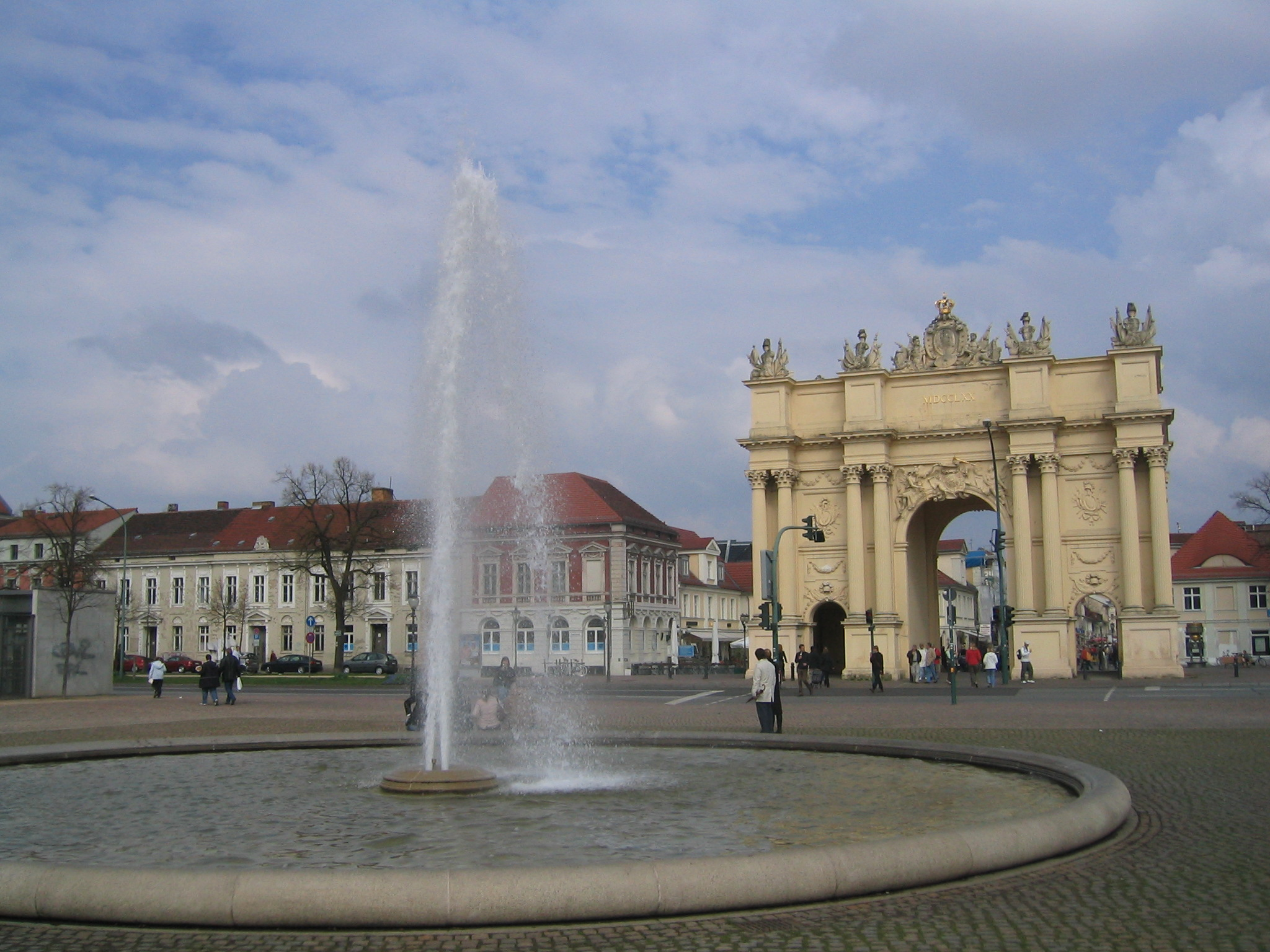
Blick in nordöstliche Richtung, Brunnen mit Fontäne und Brandenburger Tor
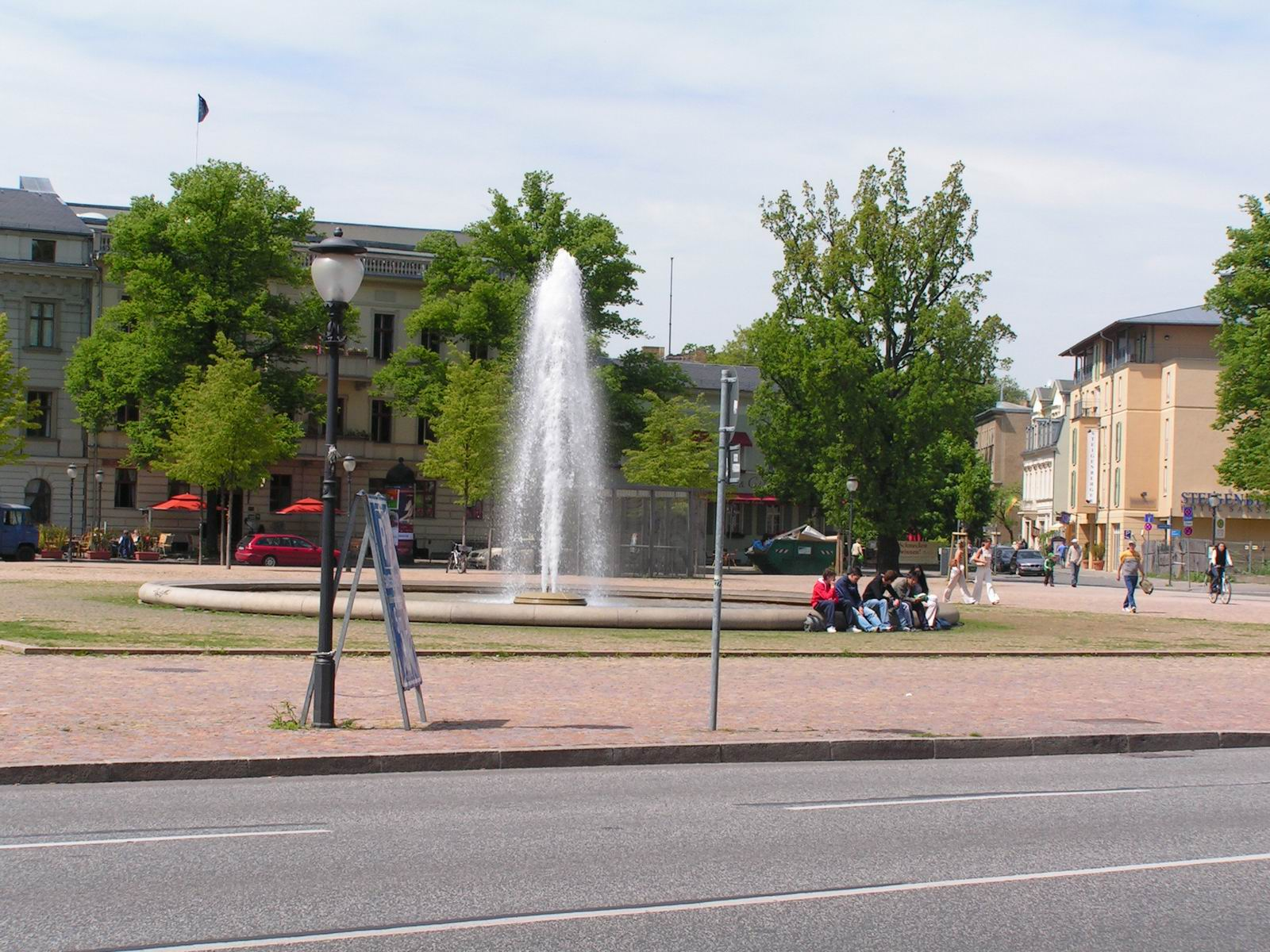
Blick nach Nordwesten, hinten rechts die Allee nach Sanssouci
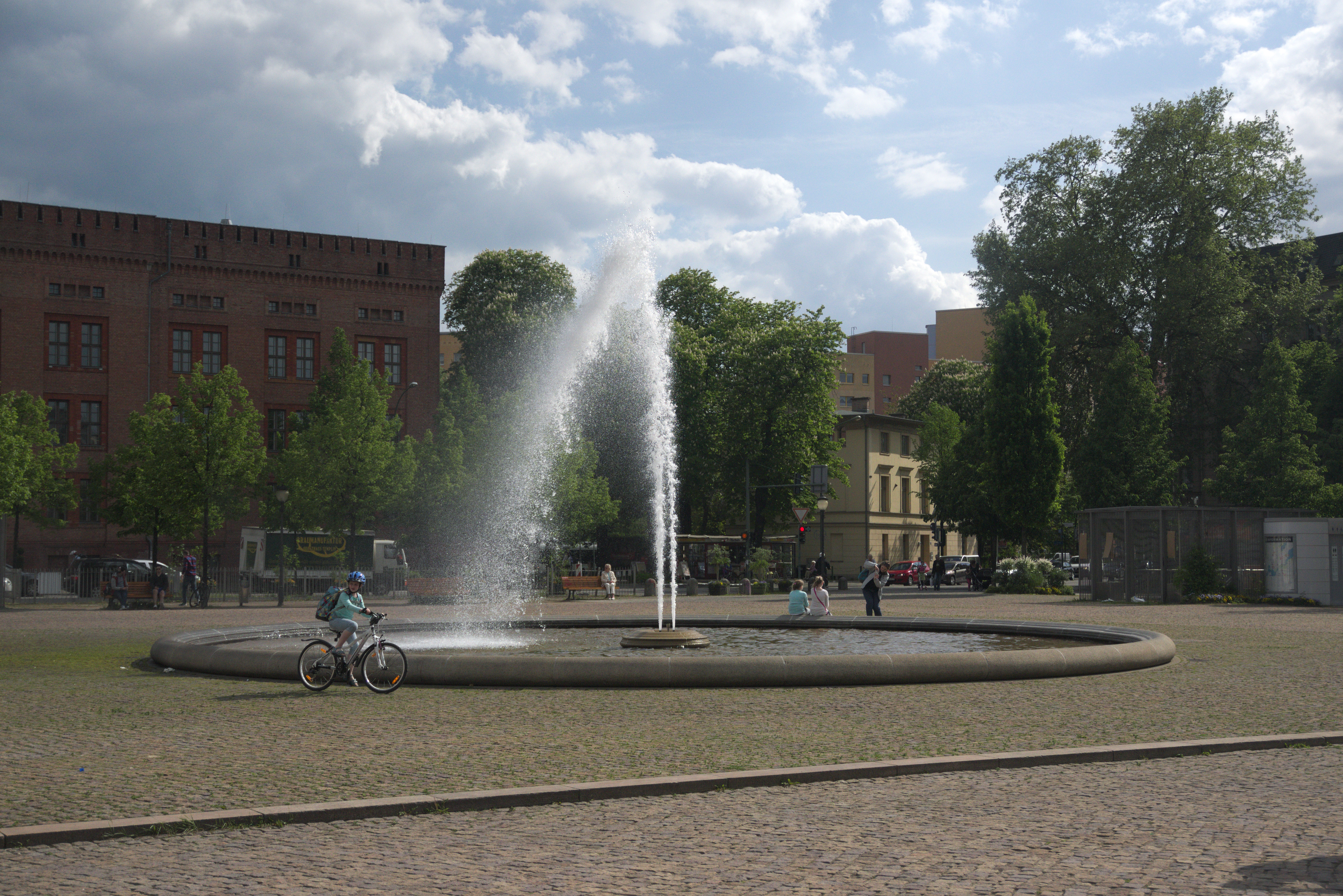
Blick nach Südwesten mit Einmündung der Zeppelinstraße